# Coregonus trybomi
Coregonus trybomi је зракоперка из реда Salmoniformes.

## Угроженост
Ова врста је крајње угрожена и у великој опасности од изумирања.

## Распрострањење
Ареал врсте је ограничен на мањи број држава. 
Врста има станиште у Шведској, Русији и Финској.

## Станиште
Станишта врсте су језера и језерски екосистеми и слатководна подручја.